# Chelonus microphtalmus
Chelonus microphtalmus är en stekelart som beskrevs av Wesmael 1838. Chelonus microphtalmus ingår i släktet Chelonus och familjen bracksteklar. Arten är reproducerande i Sverige. Inga underarter finns listade i Catalogue of Life.